# 大祝村选举事件
大祝村选举事件是一件於2004年2月20日發生在中華人民共和國浙江省宁波市宁海县大祝村的事件。

## 经过
事發時，大祝村正在村大会堂选举新任村委主任。大祝村共有村民400余人，其中选民340人。村民大会当天实到选民180人。投票结束后的当晚，在5名村民代表的监看下，工作人员当场开箱点票。共有选票340张，其中同意罢免的有230票，30票反对，80票弃权。同意罢免的人数达到了法定要求。但在村民们庆祝罢免成功的同时，长街镇政府对于此次自发罢免活动却并不认可。与此同时，镇政府不支持此次村民大会的召开，认为这次罢免是无效的。
當時有百余名武警和官员突然涌入，意图阻挠选举。他們还砸烂投票箱、驱赶村民，甚至連在场采访的新华社宁波分社社长及宁波大学法学教授俞德鹏亦遭驱离。